# Max Jeselsohn
Max Jeselsohn (* 10. April 1871 in Neckarbischofsheim; † 20. Februar 1937 in Karlsruhe) war ein deutscher Jurist und Kommunalpolitiker.

## Leben
Jesesohn war der Sohn des Kaufmanns Isaak Jeselsohn (1835–1893) und seiner Frau Auguste, geb. Bachert (1841–1904). Nach dem Abitur 1889 in Mannheim am Großherzoglichen Gymnasium studierte er Rechtswissenschaften in Berlin, Heidelberg und Erlangen. In Berlin schloss er sich der paritätischen Studentenverbindung Freie Wissenschaftliche Vereinigung an und gründete am 1. Juni 1892 deren gleichnamigen Kartellbund in Heidelberg. 1896 wurde er in Erlangen promoviert. Im gleichen Jahr trat er der Loge B’nai B’rith bei. Ab 1897 war Jeselsohn Rechtsanwalt in Mannheim und wirkte für die Fortschrittliche Volkspartei in der Mannheimer Kommunalpolitik. 1899 heiratete er Fanny Oppenheimer (1875–1968), das Paar hatte eine Tochter. 1905 kam Jeselsohn in den Mannheimer Bürgerausschuss, wo er 1911 auch Vorsitzender der Fraktion der Fortschrittlichen Volkspartei wurde. Als Kriegsfreiwilliger war er 1914/15 im Elsass eingesetzt und machte die Schlacht am Hartmannsweilerkopf mit.
Nach dem Ersten Weltkrieg wurde Jeselsohn im Mannheimer Bürgerausschuss Fraktionsvorsitzender der Deutschen Demokratischen Partei, die aus der Fortschrittlichen Volkspartei hervorgegangen war. 1922 kam er als Stellvertreter in den Stadtverordnetenvorstand und 1931 wurde er Mitglied im Stadtrat. Sein kommunalpolitisches Engagement endete mit der Auflösung des demokratischen Stadtrats 1933.
Neben seiner kommunalpolitischen Arbeit bekleidete Jeselsohn auch verschiedene Posten in der Mannheimer jüdischen Gemeinde. So war er z. B. seit 1911 Mitglied des Synagogenrats und gehörte der israelitischen Landessynode an.
1934 wurde Jeselsohn das Ehrenkreuz für Frontkämpfer verliehen. Unter dem Druck der nationalsozialistischen Verhältnisse musste er seine Anwaltskanzlei bald darauf auflösen. Er starb 1937 unerwartet bei einem Besuch in Karlsruhe. Seine Witwe Fanny wurde am 22. Oktober 1940 nach Gurs deportiert, konnte aber später in Paris bei ihrer Tochter untertauchen und überlebte so den Holocaust. Das Grab des Ehepaars befindet sich auf dem Jüdischen Friedhof Mannheim.

## Werke
- Zur Auslegung des Paragraphen 216 R.-St.-G.-B., Mannheim: Mannheimer Verl.-Dr., 1896 (Erlangen, Univ., Diss.).